# Camp de concentració d'Oranienburg
|  | No s'ha de confondre amb el camp de concentració de Sachsenhausen (1936-1945) igualment a Oranienburg. |

El camp de concentració d'Oranienburg va ser organitzat per la  Sturmabteilung (SA) des del març del 1933 al lloc d'una antiga fàbrica de cervesa a la ciutat brandenburguesa d'Oranienburg al nord de Berlín. Va ser un dels primers camps de concentració improvisats després de la presa del poder pel partit nazi el 30 de gener del mateix any. Fins que el camp va tancar al juny de 1934 uns tres mil homes i tres dones hi van ser empresonats. Almenys setze presoners van ser assassinats per les guàrdies, entre d'altres l'escriptor anarquista Erich Mühsam (1878-1934).
Sota el concepte eufemístic de Schutzhaft (detenció protectiva) es podia empresonar qualsevol persona considerada com hostil o perillós per al règim, sense cap intervenció jurídica o incriminació concreta. En pocs mesos després del cop d'estat, li calia ràpidament al partit una xarxa de camps i presons improvisades, organitzades en fàbriques abandonades, monestirs, presons o magatzems. KZ Oranienburg va ser un dels primers d'aquesta fase del nazisme. S'hi van detenir funcionaris destituïts, mandataris polítics locals i nacionals, periodistes de ràdio, membres dels partits comunista i socialdemòcrata, artistes i altres dissidents crítics del règim.
El 21 de març del 1933 la SA va arrestar quaranta comunistes, els primers a ser empresonats als terrenys de la fàbrica d'Oranienburg. Havien de netejar l'edifici i els seus entorns i equipar el camp. El 16 de maig del 1933 el camp va ser reconegut oficialment com a institució estatal del Reich. A poc a poc la capacitat va ser augmentat fins a poder rebre uns 1.400 presoners custodiats per uns 170 agents de la SA o de la policia normal. Quan l'obra de construcció del mateix camp va ser acabada, els presoners van ser emprats per a obres d'infraestructura a la ciutat. La vida quotidiana era caracteritzada per càstigs cruels i arbitraris, privacions i abusos, sobretot al «batalló jueu».
Després de la nit dels ganivets llargs el 30 de juny del 1934, la SA va perdre molt de poder i la Schutzstaffel (SS) va prendre el control del camp. El 13 de juliol els presoners van ser transferits al camp de concentració de Lichtenburg. Durant la guerra l'edifici abandonat va ser destruït, després de la guerra s'hi va construir una comissaria i només queda una placa commemorativa d'Erich Mühsam. El 2001 el Neues Museum (museu nou) d'Oranienburg va estrenar una exposició permanent dedicada al camp. La proximitat del gegantesc camp de Sachsenhausen, obert el 1936 igualment a Oranienburg, ha eclipsat la memòria del primer camp a la mateixa ciutat.